# Пливање на Летњим олимпијским играма 2024 — 4×100 м слободно за жене
Трке штафета на 4×100 метара слободним стилом за жене на Летњим олимпијским играма 2024. одржале су се првог дана пливачких такмичења, 27. јуна (квалификације и финале) на базену Дефанс арене у Паризу. Ова трка је тако по 26. пут била део званичног олимпијског програма од њеног званичног дебија на ЛОИ 1912. године. 
За трке у овој дисциплини било је пријављено 16 штафета из исто толико земаља.
Златну медаљу освојила је штафета Аустралије, за коју су у финалу пливале Моли Окалахан, Шејна Џек, Ема Макион и Мег Херис. Аустралијанке су у финалу испливале и време новог олимпијског рекорда, који сада износи 3:28.92 минута. Сребро је припало штафети Сједињених Држава, док су бронзу освојиле Кинескиње. 

## Освајачи медаља
| | Резултат   | | Резултат   | | Резултат   |
| |            | |            | |            |
| АустралијаМоли Окалахан (52.24) · Шејна Џек (52.35) · Ема Макион (52.39) · Мег Херис (51.94) · Оливија Вунсх · Бронти Кемпбел | 3:28.92 ОР | Сједињене Америчке ДржавеКејт Даглас (52.98) · Гречен Волш (52.55) · Тори Хаск (52.06) · Симон Мануел (52.61) · Аби Вајцел · Ерика Коноли | 3:30.20 KР | КинаЈанг Ђуенхуан (52.48) · Ченг Јуђе (52.76) · Џанг Јуфеј (52.75) · Ву Ћингфенг (52.31) · Ју Јитинг | 3:30.30 KР |

## Званични рекорди
Пре почетка такмичења, званични рекорди у овој дисциплини су били следећи:
|                      | Име        | Резултат | Место           | Датум         |
| -------------------- | ---------- | -------- | --------------- | ------------- |
| Светски рекорд СР    | Аустралија | 3:27.96  | Фукуока (Јапан) | 13. јул 2023. |
| Олимпијски рекорд ОР | Аустралија | 3:29.69  | Токио (Јапан)   | 25. јул 2021. |

Током трајања такмичења постављен је следећи рекорд:
|                      | Име        | Резултат | Трка   | Датум         |
| -------------------- | ---------- | -------- | ------ | ------------- |
| Олимпијски рекорд ОР | Аустралија | 3:28.92  | финале | 27. јул 2024. |

## Квалификационе норме
Код штафетних трка директан пласман на Игре у Паризу оствариле су по три првопласиране штафете са Светског првенства 2023. у Фукуоки, док је преосталих 13 учесника одређено на основу комбиноване ранг-листе базиране на резултатима постигнутим током 2023. и 2024. године.

## Резултати квалификација
Квалификационе трке у дисциплини 4×100 метара слободно за жене су пливане 27. јуна у јутарњем делу програма, са почетком од 12.15 часова по локалном времену (UTC+2). Пливало се у две квалификационе групе, а пласман у финале је остварило 8 штафета са најбољим резултатима.
| Пласман | Трка | Стаза | НОК                       | Пливачице                                                                                              | Резултат | Нап |
| ------- | ---- | ----- | ------------------------- | --- | -------- | --- |
| 1.      | 2    | 4     | Аустралија                | Оливија Вунсх (53.94) Бронти Кемпбел (53.46) Мег Херис (52.23) Ема Макион (51.94)                      | 3:31.57  | КВ  |
| 2.      | 1    | 4     | Сједињене Америчке Државе | Аби Вајцел (53.60) Симон Мануел (53.23) Ерика Коноли (53.83) Кејт Даглас (52.63)                       | 3:33.29  | КВ  |
| 3.      | 2    | 5     | Кина                      | Ченг Јуђе (53.95) Ву Ћингфенг (53.84) Ју Јитинг (54.05) Јанг Ђуенсуен (52.47)                          | 3:34.31  | КВ  |
| 4.      | 2    | 3     | Шведска                   | Мишел Колеман (53.92) Сара Шестрем (51.99) Сара Јуневик (54.09) Софија Остедт (54.35)                  | 3:34.35  | КВ  |
| 5.      | 2    | 2     | Француска                 | Берил Гасталдело (53.54) Мари Амбр Молу (53.49) Лизон Новасзик (54.67) Шарлот Боне (53.55)             | 3:35.25  | КВ  |
| 6.      | 2    | 6     | Канада                    | Пени Олексијак (53.78) Мери Софи Харви (54.15) Бруклин Даутврајт (53.81) Тејлор Рак (53.55)            | 3:35.29  | КВ  |
| 7.      | 1    | 5     | Уједињено Краљевство      | Ана Хопкин (54.08) Ева Окаро (53.84) Луси Хоуп (54.74) Фреја Андерсон (53.47)                          | 3:36.13  | КВ  |
| 8.      | 1    | 6     | Италија                   | Софија Морини (53.92) Кјара Тарантино (54.14) Сара Куртис (53.93) Ема Вирђинија Меникучи (54.29)       | 3:36.28  | КВ  |
| 9.      | 1    | 3     | Холандија                 | Теса Гиле (55.24) Ким Бус (54.86) Сам ван Нунен (54.26) Марит Стенберген (52.42)                       | 3:36.78  |     |
| 10.     | 2    | 1     | Мађарска                  | Петра Шенански (54.91) Лила Мина Абрахам (54.36) Пана Уграи (54.25) Николет Падар (53.81)              | 3:37.33  |     |
| 11.     | 1    | 1     | Данска                    | Сигне Бро (55.45) Јулије Кеп Јенсен (54.52) Елизабет Саброе Ебесен (55.10) Мартине Дамборг (54.45)     | 3:39.52  |     |
| 12.     | 2    | 7     | Бразил                    | Ана Каролина Виеира (54.81) Стефани Балдусини (53.83) Жована Рејс (55.73) Марија Паула Хејтман (56.23) | 3:40.60  |     |
| 13.     | 1    | 2     | Пољска                    | Катажина Васик (54.71) Корнелија Фједкјевич (54.82) Јулија Мајк (55.57) Зузана Фамулок (55.57)         | 3:40.67  |     |
| 14.     | 2    | 8     | Словенија                 | Нежа Кланчар (54.29) Јања Шегел (55.22) Катја Фаин (55.43) Тјаша Пинтар (56.35)                        | 3:41.29  |     |
| 15.     | 1    | 7     | Хонгконг                  | Натали Кан (56.91) Там Хој Лам (55.01) Камил Ченг (55.12) Стефани Ау (55.38)                           | 3:42.42  |     |
| 16.     | 1    | 8     | Ирска                     | Данијел Хил (55.61) Грејс Дејвисон (55.44) Ерин Риордан (55.95) Викторија Кетерсон (55.67)             | 3:42.67  |     |

## Резултати финала
Финална трка је пливана 27. јула у вечерњем делу програма, са почетком од 21.34 часова по локалном времену.
| Пласман | Стаза | НОК                       | Пливачице                                                                                        | Резултат | Нап. |
| ------- | ----- | ------------------------- | ------------------------------------------------------------------------------------------------ | -------- | ---- |
|         | 4     | Аустралија                | Моли Окалахан (52.24) Шејна Џек (52.35) Ема Макион (52.39) Мег Херис (51.94)                     | 3:28.92  | ОР   |
| 2       | 5     | Сједињене Америчке Државе | Кејт Даглас (52.98) Гречен Волш (52.55) Тори Хаск (52.06) Симон Мануел (52.61)                   | 3:30.20  | KР   |
| 3       | 3     | Кина                      | Јанг Ђуенсуен (52.48 НР ) Ченг Јуђе (52.76) Џанг Јуфеј (52.75) Ву Ћингфенг (52.31)               | 3:30.30  | KР   |
| 4.      | 7     | Канада                    | Меги Мак Нил (53.31) Тејлор Рак (53.20) Самер Макинтош (53.22) Пени Олексијак (53.26)            | 3:32.99  |      |
| 5.      | 6     | Шведска                   | Сара Шестрем (52.53) Мишел Колеман (52.98) Сара Јуневик (54.41) Луис Хансон (53.87)              | 3:33.79  | НР   |
| 6.      | 2     | Француска                 | Берил Гасталдело (53.83) Шарлот Боне (54.14) Мари Амбр Молу (53.37) Мари Вател (53.65)           | 3:34.99  |      |
| 7.      | 1     | Уједињено Краљевство      | Ана Хопкин (53.31) Ева Окаро (53.75) Луси Хоуп (54.95) Фреја Андерсон (53.24)                    | 3:35.25  |      |
| 8.      | 8     | Италија                   | Софија Морини (54.16) Кјара Тарантино (54.27) Сара Куртис (54.24) Ема Вирђинија Меникучи (53.84) | 3:36.51  |      |